# Pernille Sørensen
Pernille Sørensen, född den 15 september 1977, är en norsk skådespelerska.
Sørensen har bland annat medverkat i filmen Knatten och Lillebror där hon spelade mamman. I Grannar emellan spelade hon en av huvudrollerna som Lisbeth Berg. I Oslo 1985 spelade hon Siri Ihle. Även det en av huvudrollerna.

## Filmografi (i urval)
- 2009 – Knatten och Lillebror
- 2013–2023 – Grannar emellan (TV-serie)
- 2015–2023 – Nytt på nytt (TV-serie)
- 2024 – Oslo 1985 (TV-serie)